# Sabina Altynbekova
Sabina Altynbekova (en kazakh : Сабина Алтынбекова), née le 5 novembre 1996 à Aktioubé, est une joueuse kazakhe de volley-ball connue pour sa grande beauté qui a fait d'elle un phénomène d'internet en 2014. Réceptionneuse-attaquante internationale d'1,82 m, elle est actuellement sans club depuis la naissance de son fils en 2021.

## Biographie
Fille de parents sportifs, Sabina Altynbekova naît le 5 novembre 1996 à Aktioubé, ville de l'ouest du Kazakhstan. Elle se consacre sérieusement au volley-ball à partir de l'âge de 14 ans.
Sélectionnée pour disputer le championnat d'Asie et d'Océanie de volley-ball féminin des moins de 19 ans de 2014 (en) avec l'équipe du Kazakhstan féminine de volley-ball, Sabina Altynbekova attire toutes les attentions médiatiques de par sa beauté,. Bien que l'équipe kazakhe finit le tournoi à une anecdotique septième place et qu'Altynbekova ne joue que très peu, elle est l'attraction de la compétition, jusqu'à gêner son équipe et ses coéquipières. L’entraîneur national Nurlan Sadikov déclare même : « Il est impossible de travailler ainsi. La foule agit comme s'il n'y avait qu'une seule joueuse au championnat,,. »
Vedette en Asie de l'Est, Altynbekova est recrutée par l'agence sportive japonaise Dentsu en 2015, devenant la première étrangère de l'entreprise, et joue quelques rencontres pour les GSS Sunbeams qui évoluent en deuxième division japonaise,. L’athlète, qui est l'une des volleyeuse les plus suivies sur les réseaux sociaux, lance une marque de mode en 2017, vendant des vêtements de sport fabriqués en collaboration avec l'entreprise Zibroo, sous le nom de S20. Sa page Instagram compte plus d'un million d'abonnés. En 2017, elle utilise ce réseau social pour condamner le génocide des Rohingya.
En 2019, l'attaquante kazakhe signe avec le club italien de VolAlto 2.0 Caserta (it), tout récemment promu en première division. Peu de temps après son recrutement, le club cesse ses activités et la joueuse se retrouve sans club.
Mariée à la fin de l'année 2020, Sabina Altynbekova donne naissance à un fils à l’automne 2021.

### Citations originales
1. ↑  (en) « It is impossible to work like this. The crowd behaves like there is only one player at the championship. »